# Голубівка (Северинівська сільська громада)
Голубі́вка — село в Україні, у Северинівській сільській громаді Жмеринського району Вінницької області.

## Історія
Хутір Голубівка окупований німцями 16 липня 1941 року. 20 січня 1944 року нацисти розстріляли 39 мешканців Голубівки. На другий день карателі пригнали кілька жінок з хутора Хатки до Голубівки і наказали викопати на місці розстрілу велику яму, скидати туди трупи і загорнути землю. Голубівка палала ще кілька днів. 22 березня 1944 року село звільнене від загарбників. 1994 року на сесії Верховної Ради України було зроблено сенсаційне повідомлення про те, що мешканці Голубівки вимагають компенсації у Румунії за розстріл невинних людей у 1944 році.
12 червня 2020 року, розпорядженням Кабінету Міністрів України № 707-р «Про визначення адміністративних центрів та затвердження територій територіальних громад Вінницької області», село увійшло до складу Северинівської сільської громади.
19 липня 2020 року, в результаті адміністративно-територіальної реформи та ліквідації Жмеринського району (1923-2020), село увійшло до складу новоутвореного Жмеринського району.